# Olavi Turunen
Olavi Turunen (ur. 30 marca 1935, zm. 14 sierpnia 2012) – fiński żużlowiec, występujący również na długim torze.

## Życiorys
W latach 1959–1965 czterokrotny finalista indywidualnych mistrzostw Europy na długim torze; srebrny medalista tych rozgrywek (Scheeßel 1964). Czternastokrotny medalista indywidualnych mistrzostw Finlandii na długim torze: pięciokrotnie złoty (1966, 1969, 1973, 1974, 1975), trzykrotnie srebrny (1962, 1964, 1967) oraz sześciokrotnie brązowy (1965, 1970, 1977, 1979, 1981, 1984).
Oprócz tego – w wyścigach na torze klasycznym – trzykrotny medalista indywidualnych mistrzostw Finlandii na torze klasycznym (złoty – 1966, srebrny – 1960, brązowy – 1959), dwukrotny reprezentant Finlandii w skandynawskich eliminacjach drużynowych mistrzostw świata (1965, 1967) oraz czterokrotny uczestnik skandynawskich półfinałów indywidualnych mistrzostw świata (1961, 1962, 1963, 1965).